# Alomya punctalata
Alomya punctalata är en stekelart som först beskrevs av Schellenberg 1802.  Alomya punctalata ingår i släktet Alomya och familjen brokparasitsteklar. Inga underarter finns listade i Catalogue of Life.